# Geoffroy de Mâcon
Geoffroy de Mâcon (?-1065) fut comte de Mâcon de 1049 à 1065.

## Biographie
Fils du comte Otton II de Mâcon et d'Élisabeth de Vergy (maison de Vergy).
En 1049, il succède à son père comme comte de Mâcon.
Il épouse Béatrice avec qui il a un fils Guy II de Mâcon.
Il disparaît en 1065. Son fils Guy II de Mâcon lui succède comme comte de Mâcon.